# Flávia Cristina Pinto Garcia
Flávia Cristina Pinto Garcia (1965) es una bióloga, taxónoma, botánica, geobotánica, curadora, y profesora brasileña.

## Biografía
En 1987, obtuvo la licenciatura en ciencias biológicas por la Universidade Estadual Paulista Júlio de Mesquita Filho; especialista en ecosistemas vegetales por la Universidad Federal de Pernambuco; una maestría, en 1992, por la Universidad Estatal de Campinas, defendiendo la tesis " A família Leguminosae na restinga do Núcleo de Desenvolvimento Picinguaba, Município de Ubatuba, Parque Estadual da Serra do Mar, SP", con la supervisión del Dr. Reinaldo Monteiro; y, el doctorado en biología vegetal, por la misma casa de altos estudios en 1998. Fue becaria sándwich de la Fundación Botánica Margaret Mee, en el Real Jardín Botánico de Kew, Inglaterra (1996). Y becaria de la etapa senior en CAPES, realizando esa etapa en el Real Jardín Botánico de Edimburgo (2013).
Actualmente es profesora asociada de la Universidad Federal de Viçosa. Tiene experiencia en botánica, con énfasis en taxonomía en fanerógamas, que actúa en florística, taxonomía y fitogeografía de leguminosas. Miembro de la Comisión Curadora del Herbario CIV. Se desempeñó como Coordinadora del Programa de Postgrado en Botánica en UFV, en el cual es orientadora de maestría, doctorado y posdoctorado.

## Algunas publicaciones
- FERNANDES, José Martins; GARCIA, F. C. P.; AMOROZO, M. C. M.; SIQUEIRA, L. C.; MAROTTA, C. B.; CARDOSO, I. M. 2014. Etnobotânica de Leguminosae entre agricultores agroecológicos na Floresta Atlântica, Araponga, Minas Gerais, Brasil. Rodriguésia (impreso) 65: 539-554

- FERNANDES, José Martins; GARCIA, Flávia C. P. 2014. Expanding the description of Bionia bella Mart. ex Benth. (Leguminosae, Papilionoideae). Acta Botanica Brasílica (impreso) 28: 141-146

- DUTRA, V.F.; GARCIA, F. C. P. 2014. Mimosa L. (Leguminosae-Mimosoideae) dos Campos Rupestres de Minas Gerais, Brasil. Iheringia. Série Botânica 69: 49-88

- DUTRA, V. F.; LIMA, L. C. P.; GARCIA, F. C. P.; LIMA, H. C. de; SARTORI, A. L. B. 2014. Geographic distribution patterns of Leguminosae and their relevance for the conservation of the Itacolomi State Park, Minas Gerais, Brazil. Biota Neotropica (online, edición en inglés) 14: 1-15

- TERRA, VANESSA; NERI, ANDREZA VIANA; GARCIA, FLÁVIA CRISTINA PINTO. 2014. Patterns of geographic distribution and conservation of Acacieae Benth. (Leguminosae-Mimosoideae), in Minas Gerais, Brazil. Revista Brasileira de Botânica (impreso) 37: 151-158

- TERRA, VANESSA; GARCIA, FLÁVIA CRISTINA PINTO. 2014. Acacieae Benth. (Leguminosae, Mimosoideae) in Minas Gerais, Brazil. Revista Brasileira de Botânica (impreso) 37: 609-630

- DUTRA, V. F.; GARCIA, F. C. P. 2013. Three New Species of Mimosa (Leguminosae) from Minas Gerais, Brazil. Systematic Botany 38: 398-405

- SANTOS, M. R.; GARCIA, F. C. P.; VAN DEN BERG, C.; TAYLOR, N. P.; MACHADO, M. C. 2013. Filogenia molecular, taxonomía, biogeografia e conservação de Discocactus Pfeiff. (Cactaceae). Boletín de la Sociedad Latinoamericana y del Caribe de Cactáceas y otras Suculentas 10: 2-5

- DUTRA, V. F.; GARCIA, F. C. P. 2013. Three new species of Mimosa sect. Mimosa (Leguminosae, Mimosoideae) from the campos rupestres of Minas Gerais, Brazil. Brittonia 65: 1938

- DUTRA, V. F.; GARCIA, F. C. P. 2012. Two New Species and One New Variety of Mimosa Sect. Habbasia (Leguminosae: Mimosoideae) from Central Brazil. Kew Bulletin 68: 1-9

- TAMASHIRO, J. Y.; GARCIA, F. C. P.; FELSEMBURGH, C. A.; FILARDI, F. L. R.; DUTRA, V. F.; FERNANDES, José Martins; SILVA, J. S. 2012. Checklist of Spermatophyta of the São Paulo State, Brazil: Fabaceae-Mimosoideae. Biota Neotropica (edición en portugués, online) 11: 274-277

- SNAK, C.; TEMPONI, L. G.; GARCIA, F. C. P. 2012. Leguminosae no Parque Ecológico Paulo Gorski, Cascavel, Paraná, Brasil. Rodriguésia (impreso) 63: 999

- FERNANDES, J. M.; GARCIA, F. C. P.; SIQUEIRA, L. C.; MAROTTA, C. B. 2011. Leguminosae em fragmentos de floresta estacional semidecidual, Araponga, MG: árvores e lianas. Hoehnea (São Paulo) 38: 9-29

- LIMA, L. C. P.; GARCIA, F. C. P.; SARTORI, A. L. B. 2010. As Leguminosas arbóreas das florestas estacionais do Parque Estadual do Itacolomi, Minas Gerais, Brasil. Rodriguesia 61: 441-466

- SOUZA, H. N.; CARDOSO, I. M.; FERNANDES, J. M.; GARCIA, F. C. P.; BONFIM, V. R.; SANTOS, A. C.; CARVALHO, A. F.; MENDONCA, E. S. 2010. Selection of native trees for intercropping with coffee in the Atlantic Rainforest biome. Agroforestry Systems (impreso) 80: 1-16

- DUARTE-SILVA, Erica; Duarte-Silva, E.; VIEIRA, M. F.; BITTENCOURT JR., N. S.; GARCIA, F. C. P.; VIEIRA, Milene Faria; BITTENCOURT Jr, Nelson Sabino. 2010. Polimorfismo floral em Valeriana scandens L. (Valerianaceae). Acta Botanica Brasílica (impreso) 24: 871-876

- FILARDI, F. L. R.; GARCIA, F. C. P.; CARVALHO-OKANO, R. M. 2009. CAESALPINIOIDEAE (LEGUMINOSAE) LENHOSAS NA ESTAÇÃO AMBIENTAL DE VOLTA GRANDE, MINAS GERAIS, BRASIL. Revista Árvore (impreso) 33: 1071-1084

- DUTRA, V. F.; VIEIRA, M. F.; GARCIA, F. C. P.; LIMA, H. C. 2009. Fenologia Reprodutiva, sindromes florais e de dispersão em Leguminosae dos campos rupestres do Parque Estadual do Itacolomi, Minas Gerais, Brasil. Rodriguesia 60: 371-388

- DUTRA, V. F.; GARCIA, F. C. P.; LIMA, H. C. 2009. Papilionoideae (Leguminosae) nos campos rupestres do Parque Estadual do Itacolomi, MInas Gerais, Brasil. Acta Botanica Brasílica (impreso) 23: 145-159

- DUTRA, V. F.; GARCIA, F. C. P.; LIMA, H. C. 2008. Caesalpinioideae (Leguminosae) nos Campos Rupestres do Parque Estadual do Itacolomi, MG, Brasil. Acta Botanica Brasilica 22: 547-558

- FERNANDES, J. M.; GARCIA, F. C. P. 2008. Leguminosae em dois fragmentos de floresta estacional semidecidual em Araponga, Minas Gerais, Brasil: arbustos, subarbustos e trepadeiras. Rodriguesia 59: 525-546

- LEITE, J. P. V.; FERNANDES, J. M.; FAVARO, L. B.; GONTIJO, D. C.; MAROTTA, C. B.; SIQUEIRA, L. C.; MAIA, R. T.; GARCIA, F. C. P. 2008. Plantas medicinais no entorno do Parque Estadual da Serra do Brigadeiro. MG. Biota 1: 16-34

- DUTRA, V. F.; GARCIA, F. C. P.; LIMA, H. C.; QUEIROZ, L. P. 2008. Diversidade Florística de Leguminosae Adans. em áreas de Campos Rupestres. Megadiversidade (Belo Horizonte) 4: 163-171

- DUTRA, V. F.; GARCIA, F. C. P.; LIMA, H. C. 2008. Mimosoideae (Leguminosae) nos campos rupestres do Parque Estadual do Itacolomi, Minas Gerais, Brasil. Rodriguesia 59: 573-585

- RODRIGUES, I. M. C.; GARCIA, F. C. P. 2008. Papilionoideae (Leguminosae) na Mata do Paraíso, Viçosa, Minas gerais, Brasil: ervas, subarbustos e trepadeiras. Hoehnea (São Paulo) 35: 519-536

### Capítulos de libros
- GARCIA, F. C. P.; FERNANDES, J. M.; SILVA, M. C. R. 2014. Zygia. In: Kaehler, M.; Goldenberg, R.; Evangelista, P.H.L.; Ribas, O.S.; Vieira, A.O.S.; Hatschbach, G.G. (orgs.) Plantas Vasculares do Paraná. Curitiba: Editora da Universidade Federal do Paraná, v. 1, p. 1-190

- GARCIA, F. C. P.; FERNANDES, J. M. 2014. Inga Mill. In: Kaehler, M.; Goldenberg, R.; Evangelista, P.H.L.; Ribas, O.S.; Vieira, A.O.S.; Hatschbach, G.G. (orgs.) Plantas Vasculares do Paraná. Curitiba: Editora da Universidade Federal do Paraná, v. 1, p. 119

- LIMA, H. C. de; TOZZI, A. M. G. A.; FORTUNA-PEREZ, A. P.; FLORES, A.S.; SARTORI, A. L. B.; VAZ, A.M.S.; FILARDI F.L.R.; GARCIA, F. C. P.; et al. 2013. Fabaceae/Leguminosae. In: Martinelli, G.; Moraes, M.A. (orgs.) Livro Vermelho da Flora do Brasil. Río de Janeiro: Instituto de Pesquisas Jardim Botânico do Rio de Janeiro, v. 1, p. 516-548

- LIMA, H. C.; AZEVEDO-TOZZI, A. M. G.; FORTUNA-PEREZ, A. P.; FLORES, A.S.; VAZ, A.M.S.; KLITGAARD, B.B.; CARDOS, D.O.S.; FILARDI, F. L. R.; GARCIA, F. C. P. et al. 2010. Fabaceae (Leguminosae). In: J.R. Stehmann; R.C. Forzza; A. Salino; M. Sobral; D.P. da Costa; L.H.Y. Kamino (orgs.) Plantas da Floresta Atlântica. Río de Janeiro: Instituto de Pesquisa Jardim Botânico do Rio de Janeiro, p. 259-283

- GARCIA, F. C. P.; FERNANDES, J. M. 2010. Inga Mill. In: Rafaela Campostrini (org.) Catálogo de plantas e fungos do Brasil. Río de Janeiro: Andréa Jakobsson Estúdio Jardim Botânico do Rio de Janeiro, v. 2, p. 1042-1046

- GARCIA, F. C. P.; FERNANDES, J. M.; SILVA, M. C. R. 2010. Zygia P.Browne. In: Rafaela Campostrini Forzza. (org.) Catálogo de plantas e fungos do Brasil. Río de Janeiro: Andréa Jakobsson Estúdio e Instituto Jardim Botânico do Rio de Janeiro, v. 2, p. 1101-1102

- GARCIA, F. C. P. 2010. Cojoba Britton & Rose. In: Rafaela Campostrini (org.) Catálago de plantas e fungos do Brasil. Río de Janeiro: Andréa Jakobsson Estúdio e Instituto Jardim Botânico do Rio de Janeiro, v. 2, p. 1023

- CARDOSO, I. M.; DUARTE, E. M. G.; SOUZA, M. E. P.; CARNEIRO, J. J.; MEIER, M.; FERNANDES, J. M.; SIQUEIRA, L. C.; GARCIA, F. C. P. 2010. Agrobiodiversidade em Sistemas de Produção Agroecológica. In: Lin Chau Ming; Maria Christina de Mello Amorozo; Carolina Weber Kffuri (orgs.) Agrobiodiversidade no Brasil: experiências e caminhos da pesquisa. Recife: NUPEEA, v. 6, p. 77-94

### En Congresos
- SANTOS, V. T.; GARCIA, F. C. P. 2013. VII Legume Conference. Johannesburgo. Diversity of Senegalia Raf. (Leguminoisae-Mimosoideae) in Brazil

- DUTRA, V. F.; GARCIA, F. C. P.; OLIVEIRA, L. O. 2010. Filogeografia de Mimosa radula Benth. (Leguminosae-Mimosoideae): uma espécie do Cerrado brasileiro ameaçada de extinção. In: 61.° Congresso Nacional de Botânica, Manaus

En V International Legumes Conference, Buenos Aires, 2010
- DUTRA, V. F.; QUEIROZ, L. P.; GARCIA, F. C. P. Mimosa L. in campos rupestres of Minas Gerais.
- DUTRA, V. F.; GARCIA, F. C. P.; OLIVEIRA, L. O. Phytogeography of Mimosa of campos rupestres of Minas Gerais (Brazil) and phylogeography os Mimosa radula Benth.

- SIQUEIRA, L. C.; GARCIA, F. C. P.; PEREIRA, M. M. F.; SOUSA, Y. W. L.; FREITAS, A. F. 2010. Etnobotânica de espécies arbóreas utilizadas em sistemas silvipastoris de Araponga, MG. In: 61.° Congresso Nacional de Botânica, Manaus

- MEIER, M.; SOUSA, Y. W. L.; PEREIRA, M. M. F.; RAMOS, N. C.; FREITAS, A. F.; SILVA, B. M.; SANTOS, P. R.; GARCIA, F. C. P. 2009. Sistemas Agroflorestais da Zona da Mata de Minas Gerais: Entendendo o uso de árvores em pastagem. In: VI Congresso Brasileiro de Agroecologia, Curitiba

- DUTRA, V. F.; GARCIA, F. C. P.; QUEIROZ, L. P. 2009. Mimosa L. (leguminosae-Mimosoideae) nos campos rupestres de Minas Gerais, Brasil. In: 60.° Congresso Nacional de Botânica, Feira de Santana

- GONTIJO, D. C.; FAVARO, L. B.; MAIA, R. T.; FERNANDES, J. M.; SIQUEIRA, L. C.; GARCIA, F. C. P.; LEITE, J. P. V. 2008. Levantamento etnofarmacológico de plantas medicinais em comunidades do entorno de unidade de conservação ambiental. In: XX Simpósio de Plantas Medicinais do Brasil; X International Congress of Ethnopharmacology, São Paulo

- SILVA, M. C. R.; GARCIA, F. C. P.; HOPKINS, M. J. G.; CARVALHO-OKANO, R. M. 2008. Atualidades, desafios e perspectivas da Botânica no Brasil. In: 59.° Congresso Nacional de Botânica, Natal

- FREITAS, A. F.; CARDOS, I. M.; MEIER, M.; MENDES, M. P. F.; SOUSA, Y. W. L.; RAMOS, N. C.; GARCIA, F. C. P. 2008. Sistemas Agroflorestais da Zona da Mata de Minas Gerais. In: Congresso Cearense de Agroecologia, Fortaleza

- GARCIA, F. C. P.; MONTEIRO, R. 1994. Espécies de Leguminosae na Planície Litorânea Arenosa em Picinguaba, Ubatuba - SP. In: III Simpósio de Ecossistemas da Costa Brasileira, 1994, Serra Negra, v. 3. p. 107-114

## Honores[3]

### Membresías
- Sociedad Botánica de Brasil[4]

#### Revisora de periódicos
- 2003. Periódico: Acta Botanica Brasilica
- 2004. Periódico: Novon (Saint Louis) (1055-3177)
- 2005. Periódico: Rodriguesia
- 2006. Periódico: Sitientibus. Série Ciências Biológicas (1519-6097)
- 2013 - actual. Periódico: Biota Neotropica (edición en portugués, online)
- 2013 - actual. Periódico: Boletim do Museu Paraense Emílio Goeldi. Botânica
- 2013 - actual. Periódico: Phytotaxa: a rapid international journal for accelerating the publication

### Premios
- 2008: premio Arthur Bernardes - Mérito em Extensão, Universidade Federal de Viçosa, Pró-Reitoria de Extensão e Cultura
- 2007: galardón The Rupert Barneby, New York Botanic Garden